# Букеза
Букеза (на албански: Buqezë или Buqeza) е село в Албания, в община Поградец, област Корча.

## География
Селото е разположено на 15 километра северно от Поградец, на западния бряг на Охридското езеро, южно от Линския полуостров. Селото се намира на 675 m надморска височина.

## История
До 2015 година селото е част от община Одунища.